# 中尊寺金色堂
座標: 北緯39度0分4.9秒 東経141度5分59.6秒 / 北緯39.001361度 東経141.099889度

金色堂覆堂
（国宝の金色堂は覆堂内にある）

中尊寺金色堂（ちゅうそんじこんじきどう）は、岩手県西磐井郡平泉町の中尊寺にある平安時代後期建立の仏堂である。奥州藤原氏初代藤原清衡が天治元年（1124年）に建立したもので、平等院鳳凰堂と共に平安時代の浄土教建築の代表例であり、当代の技術を集めたものとして国宝に指定されている。堂の所有者は宗教法人金色院である。なお、中尊寺の歴史や金色堂以外の建築、文化財等については別項「中尊寺」を参照。

## 建築と堂内装飾

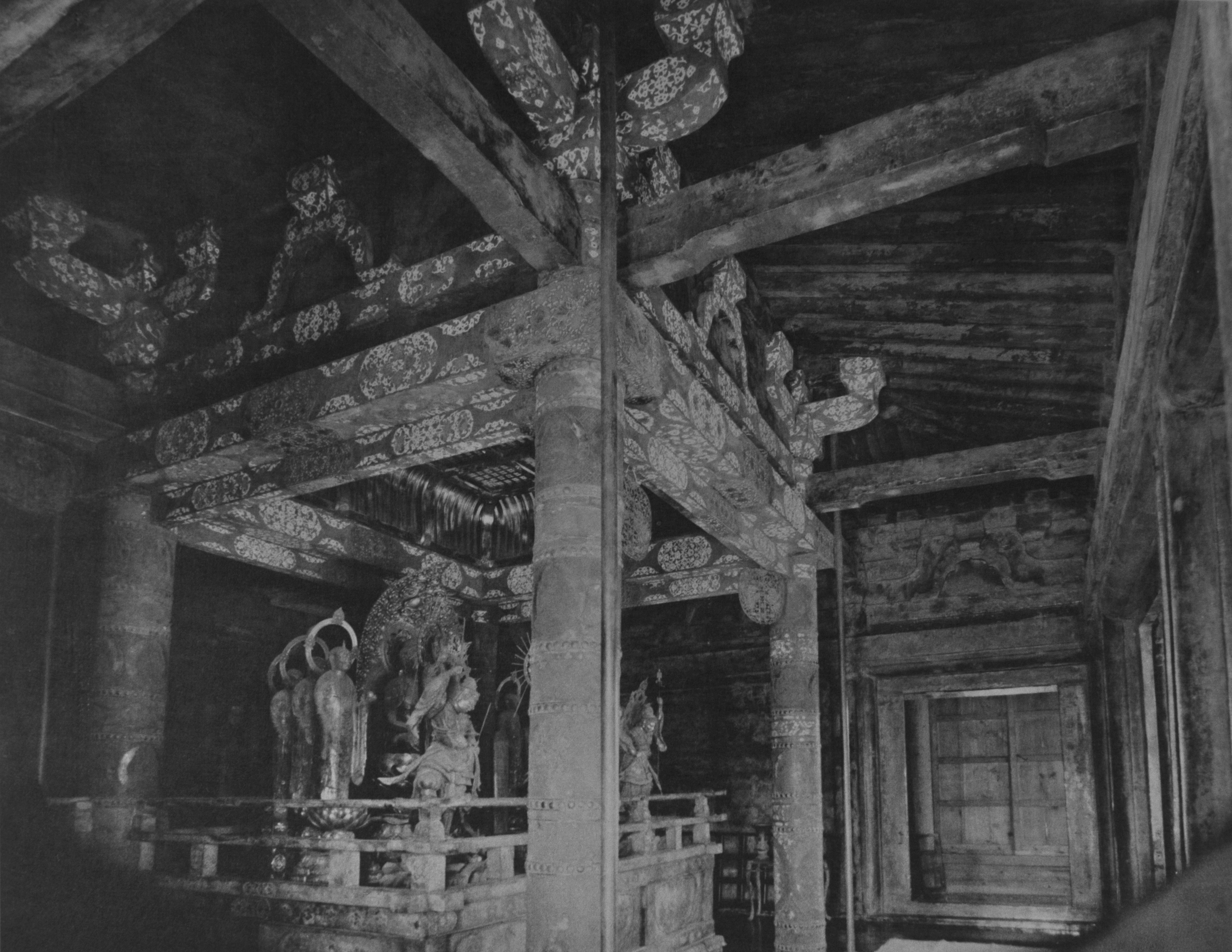
堂内

### 概要
金色堂は、中尊寺山内のやや西寄りに東を正面として建つ、方三間（正面、側面共に柱間が3間）、平面の1辺が5.5メートルの小型の仏堂である。堂は、1965年建設の鉄筋コンクリート造の覆堂内にあり、ガラス張りのスペースに納められて外気と遮断されている。金色堂は奥州藤原氏の初代藤原清衡により建立された。棟木に天治元年（1124年）の年次と共に「大檀散位藤原清衡」「女檀 安倍氏 清原氏 平氏」が物部清国を大工として建立した旨の墨書があり、この年が建立年とされている。2006年に奈良文化財研究所は、解体修理時に取り外されていた金色堂の部材をデジタルカメラを使用した年輪年代測定法で調査した。その調査報告によれば、金色堂に使用された木材の伐採年代は1114年から16年頃とされ、上記の建立年代は科学的にも裏付けられた。奥州藤原氏滅亡直後の文治5年（1189年）、中尊寺経蔵別当心蓮が源頼朝に差し出した「寺塔已下注文」（『吾妻鏡』所収）には、当時残存していた中尊寺の堂宇が書き出されているが、その中に「金色堂 上下四壁は皆金色なり」云々の記載があり、当時から「金色堂」と称されていたことが分かる。

### 建築形式
平面は正面、側面とも3間で、正面の柱間全てと、側面の前端の間、背面の中央の間を板扉両開きとし、残りの柱間は横板壁とする。柱は円柱で、地長押、内法長押（うちのりなげし）、頭貫（かしらぬき）を用い、組物は三斗、中備（なかぞなえ）は蟇股（かえるまた）とする。軒は二軒繁垂木（ふたのきしげだるき）。屋根は宝形造（ピラミッド状の屋根形）で瓦形の木材で葺いた木瓦葺きとする。建物周囲には縁をめぐらすが、高欄や階段はない。内部には4本の柱（入側柱）が立ち、その内側が内陣、外側を外陣とする。間面記法（けんめんきほう）で表記すれば「一間四面」であり、典型的な阿弥陀堂建築である。内陣には金工や漆芸で飾られた須弥壇を、前方2本の柱よりやや後退した位置に設ける。外陣の右奥と左奥（西北隅と西南隅）にもそれぞれ須弥壇を設けるが、これらは後設されたものである。入側柱間は無目（扉や戸のない鴨居）、長押、頭貫で繋ぎ、各柱上に三斗の組物を置き、組物間には蟇股を置く。入側柱・側柱間は繋虹梁（つなぎこうりょう）で繋ぐ。天井は内陣が折上小組格天井（おりあげこぐみごうてんじょう）、外陣は垂木をそのまま見せた化粧屋根裏とする。3つの須弥壇の上には阿弥陀三尊像等の仏像を安置する（詳しくは後述）。須弥壇内には藤原四代のミイラ化した遺体が安置されており、中央壇に清衡、右壇（向かって左）に基衡、左壇（向かって右）に秀衡の遺体が納められ、右壇には泰衡の首級も納められている。遺体は土中に埋葬されているのではなく、木製金箔張りの棺に納められて、堂内に安置されていた。このように、金色堂は阿弥陀堂建築であると共に、藤原清衡（後にはその子孫も）の遺体を安置する墓堂、廟堂としての性格を有している。なお、左壇、右壇のいずれが先に増設されたか、いずれの遺体が基衡及び秀衡のものであるか等については後世に混乱が生じているが、これについては後述する。

### 装飾
金色堂の名のとおり、堂は内外共に総金箔貼りで、扉、壁、軒から縁や床面に至るまで漆塗りの上に金箔を貼って仕上げられている。ただし、木瓦部分のみは解体修理時に金箔の痕跡が確認できなかったため、金箔貼りとしていない。堂内に立つ4本の柱（入側柱）は「巻柱（まきばしら）」と称し、ヒバ材の八角柱の周囲にかまぼこ状の形をした杉材を貼り付けて円柱に仕立てている。これは、柱の表面を漆工芸で装飾するためであると共に、干割れを避けるための措置である。巻柱には蒔絵と螺鈿で宝相華文（ほうそうげもん）と仏像が表されている。仏堂内部に壁画ではなく漆工芸で仏像を表現しているのは日本でも珍しい。各柱は、床に接する部分に蓮弁形の根巻金具がある。柱本体は、沃懸地（いかけじ）に螺鈿で宝相華文を表した細い帯が5か所にあり、これによって4つの区画に分けられている。このうち、上の3つの区画には研出蒔絵（とぎだしまきえ）で菩薩像が表され、一番下の区画には螺鈿で大ぶりの宝相華円文が表されている。各柱に表された菩薩像は4体×3段、計12体で、堂内の柱4本に計48体が表されている。これらの菩薩像の尊名や主題については諸説あり明らかではない。なお、4本の柱のうち、後方の2本は解体修理時の復元である。オリジナルの柱は、腐朽が進んでいたため解体修理後に再使用されず、別途保管されている。内陣の無目、長押、頭貫（かしらぬき）、三斗、蟇股（かえるまた）などの部材には沃懸地（いかけじ）に螺鈿で宝相華文を表す。無目と長押は螺鈿のほか、両端と中央に銅板透彫宝相華文の飾金具を取り付けている。天井は全面金箔貼りの上に各辻（縦横の部材の交点）には銅板透彫宝相華文の飾金具を取り付け、その中央に白銅鏡を飾る。中央壇・左壇・右壇の各天井中央には木造透彫の天蓋を吊るが、これは解体修理時の復元で、オリジナルの天蓋は別途保管されている。
須弥壇の側面は格狭間（ごうざま）を設け、銅板打ち出しの孔雀文で飾っている。なお、須弥壇の側面の装飾は、中央壇と左右壇とで技法が異なっている。中央壇では金工による装飾が主で、上框、下框、束（つか）は鍍金銀の宝相華透彫金具で飾られ、格狭間周囲の羽目板も銅板打ち出しで装飾されている。これに対し、左右壇では以上の部材の装飾は主に螺鈿で表されている。須弥壇上の高欄については、中央壇ではヒノキの芯材の上に紫檀を貼った紫檀地螺鈿とするのに対し、左右壇では堂内の他の場所と同様の沃懸地螺鈿が用いられている。中央壇の高欄では、角材の辺の部分に線状に切った象牙を貼っているが、これらの象牙が、鑑定の結果アジアゾウではなくアフリカゾウのものであることが判明している。これは北方貿易により大陸経由で輸入されたもので、このことからも当時の奥州藤原氏の財力と勢力の高さを窺い知ることができる。

### 建物の保存

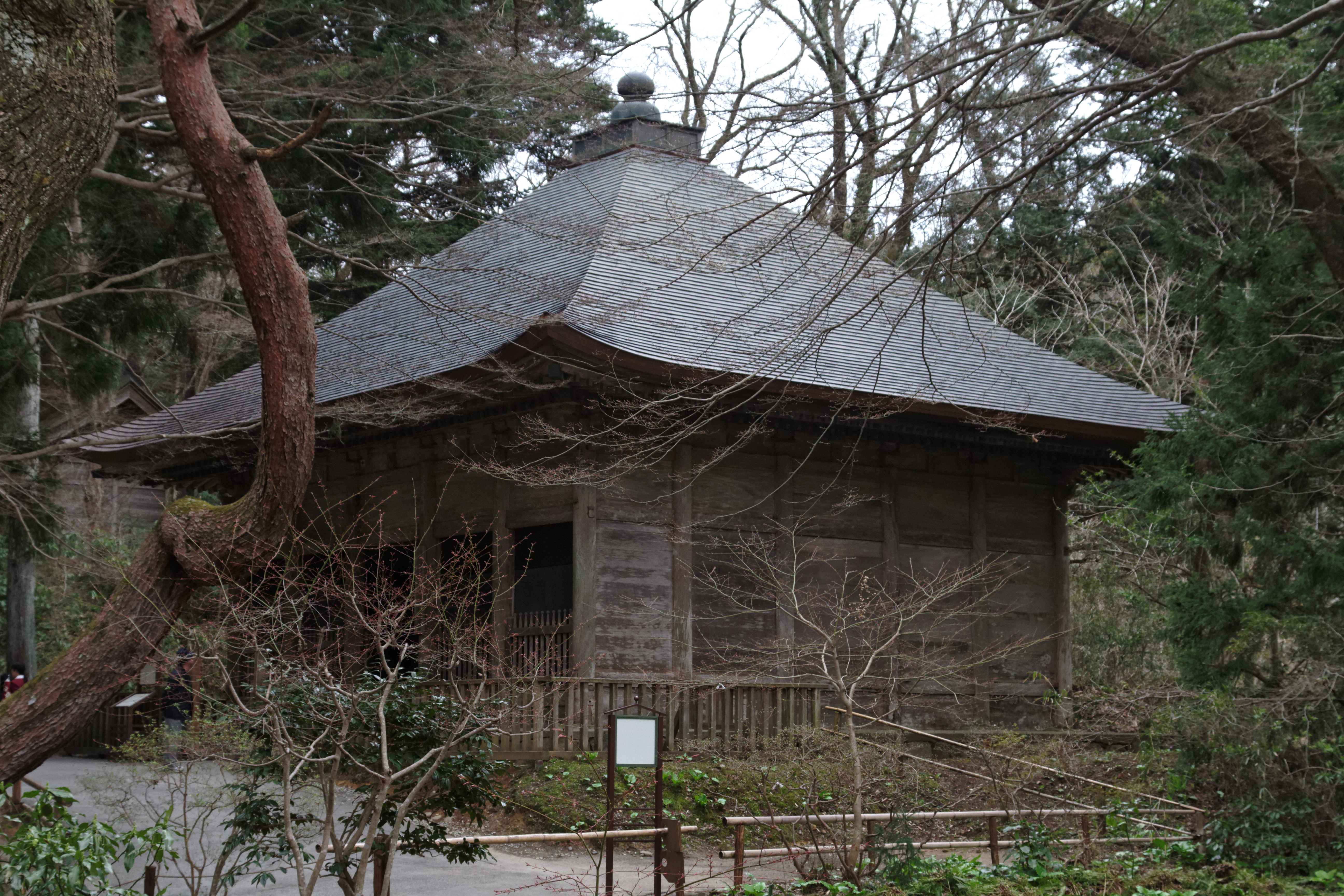
旧覆堂

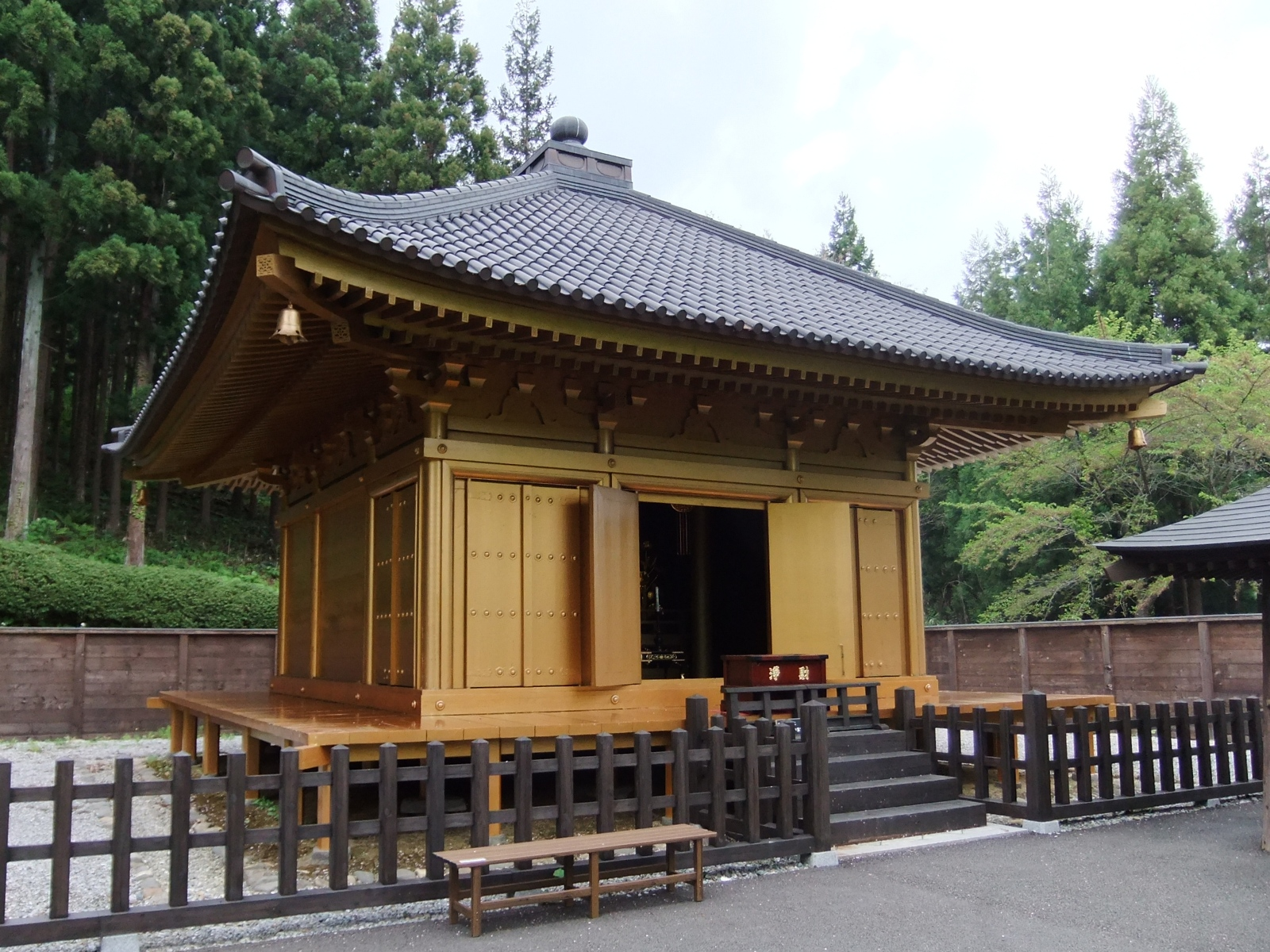
屋外に再現された金色堂 （えさし藤原の郷）

堂は建立当初は屋外に建っていたが、建立の数十年後には建物を風雨から守るための「霧よけ」のような施設が造られ、やがて正応元年（1288年）鎌倉将軍惟康親王の命令で金色堂を外側からすっぽり包む形で覆堂が建設された。現在の金色堂覆堂は1965年に建設された鉄筋コンクリート造のもので、金色堂はこの覆堂内のガラス張りのスペースに収められ、温度・湿度が調整されている。様式的に室町時代の建築と考えられている木造の旧覆堂（重要文化財）は金色堂の北西に移築されている。金色堂は、長年の間にネズミなどの害にあったり、金箔が剥げるなど劣化が進んでいたため1962年から1968年にかけて解体修理が実施され、建立当初の姿に復元されている。解体修理後、強度の点で再使用できなかった部材は別途保管され、一部は覆堂内に保管されている。1986年から1990年にかけて、覆堂の改修工事が行われ、ガラスの壁も更新された。金色堂は1897年（明治30年）、当時の古社寺保存法によって「特別保護建造物」（現行法の重要文化財に相当）に指定。1951年、文化財保護法による国宝に指定された。
なお、金色堂については、しばしば「国宝建造物第1号」として紹介されるが、金色堂と同じく1951年6月9日付けで国宝に指定された建造物は他に36件ある。同日付けで国宝に指定された建造物のうち、地理的にもっとも北に位置する金色堂の指定番号が「1」になったものである。

## 藤原4代の御神体と副葬品

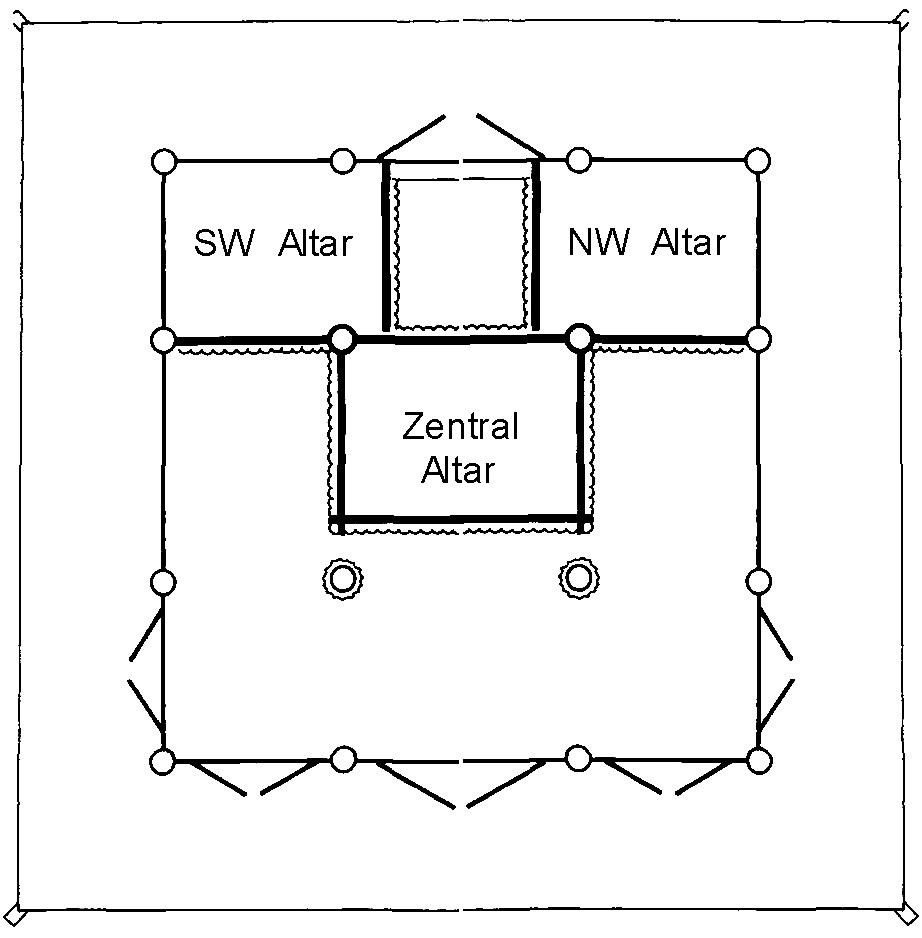
金色堂の平面図。図の中央が中央壇、右上が左壇（西北壇）、左上が右壇（西南壇）。「左壇」「右壇」は本尊から見ての「左」「右」である点に注意。

### 御神体
金色堂の須弥壇内には、藤原清衡、基衡、秀衡の御神体化した遺体と泰衡の首級が納められている。金色堂には「中央壇」「左壇」「右壇」の3つの須弥壇があり、各壇に1体ずつの遺体を安置する。寺伝では中央壇・左壇・右壇の遺体が順に清衡、基衡、秀衡のものとされていたが、1950年に実施された学術調査の結果からは寺伝と逆に、左壇の被葬者が秀衡、右壇の被葬者が基衡であるとするのが定説となっている。泰衡の首級（寺伝では弟の忠衡の首級とされていた）を納めた首桶は右壇に安置されていた。なお、ここで言う「左壇」「右壇」は本尊から見ての「左」「右」であり、拝観者の視点では向かって左が右壇、向かって右が左壇である。また、方位を冠して左壇を「西北壇」、右壇を「西南壇」と呼ぶ場合もある。3つの須弥壇のうち、中央壇が最初に造られ、左壇・右壇が後設であることについては研究者の間で異論がない。しかし、左右壇の増設時期については、右壇が先に造られ、左壇は後に造られたとする説と、左右壇とも同時に増設されたとする説がある。さらに後者の説については、左右壇とも基衡の時代に造られたとする説と、左右壇とも秀衡の時代に造られたとする説とがあり、いずれも定説とはなっていない。基衡は保元2年（1157年）頃に没し、秀衡は文治3年（1187年）に没しているので、各人の没年前後に右壇・左壇がそれぞれ増設されたとすると、両者の間には約30年間の開きがあることになる。右壇と左壇とを比較すると、格狭間の意匠や天井の施工方法などに差異が見られるものの、その差異は微妙なもので、これを時代の差か、工人の個性や技量の差と見なすかは意見が分かれている。
藤原4代の遺体と副葬品については、1950年に朝日新聞文化事業団による学術調査が実施された。調査は朝比奈貞一（理学博士）を団長とする調査団によって行われ、美術史のみならず、人類学者の長谷部言人、微生物学者の大槻虎男、ハスの研究で知られる植物学者の大賀一郎、地元岩手県の郷土史における先駆者として知られた社会経済史学者の森嘉兵衛などの専門家が参加し、遺体についてもエックス線撮影を含む科学的な調査が実施された。調査の結果は『中尊寺と藤原四代』という報告書にまとめられている。エックス線画像診断を担当した足澤三之介（たるざわさんのすけ）の所見によれば、中央壇の遺体が最も高齢で死亡した推定年齢は70歳を越え、死因は脳溢血等の疾患で、左半身に麻痺があったとみられる。年齢的には右壇の遺体がこれに次ぎ60歳から70歳、死因は骨髄炎性脊椎炎と推定される。左壇の遺体は3体の中では比較的若く60歳前後で、長期間患っていた形跡がなく、壮年期に卒中などの疾患で急死したとみられる。今日では中央壇の遺体は清衡、右壇の遺体は基衡、左壇の遺体は秀衡のものとするのがほぼ定説で、これが正しいとすれば、寺伝とは左壇・右壇が逆となっている。ただし、基衡は正確な生年は不明ながら、50歳代で死亡したとみられ、上述の診断結果と合致しないことから、遺体に関しては所伝どおり左壇 = 基衡、右壇 = 秀衡とする見方もある。
遺体がミイラ状になって保存されていることについて、何らかの人工的保存処置によるものか、自然にミイラ化したものかは解明されていない。学術調査団の一員である長谷部言人は報告書『中尊寺と藤原四代』の中で、遺体に人工的処置が加えられた形跡はないという見解を述べている。それに対し古畑種基は人工加工説を唱えている。遺体には内臓や脳漿が全く無く腹部は湾曲状に切られ、後頭部には穴が開いていた。裂け目にはネズミの歯形が付いていたが、木棺3個とも後頭部と肛門にあたる底板に穴が開けられており、その穴の切り口は綺麗で、腐敗した内臓・体液をはじめとする汚物が流出した痕跡はなかった。男性生殖器も切除されており、加工の痕跡は歴然であるとした。「古代文明の謎と発見5　ミイラは語る」（毎日新聞出版）の中では、内臓が残っていないのをネズミに食べられたためとするなら内臓の小片（食べ残し）すら残っていないのはむしろ不自然である事、葬る際に遺体が腐敗して堂内に腐敗臭が充満する事や、蛆等が発生して堂内に溢れる可能性を全く考慮せずにただ棺に入れて納めたら都合よくミイラになっていた、という事があるだろうかという点で、自然ミイラという説に疑問を呈している。これは、3体のミイラとも指紋には渦紋が多く、頭が丸顔でかみ合わせも日本人的で、3体とも日本人の骨格であると推定されたことから、極めてアイヌ民族に似た慣行である有力者のミイラ作りと藤原氏のミイラを関連付けるかの問題が関わっている。森嘉兵衛は、何代かの和人との婚姻で藤原氏の骨格は日本人化したが、精神や葬祭の慣行でアイヌ民族の風習が残ったのではないかとしている。
遺体を納めていた棺（木製金箔押）や副葬品については、調査結果から右壇が基衡、左壇が秀衡のものである可能性が高いとみられている（寺伝とは左右逆）。上記学術調査に参加した石田茂作（美術史）によると、左壇の木棺のみ、漆塗りの前に砥粉下地を施しているが、これは進んだ技法であり、3つの棺の中で最も時代が下がるとみられることから、これが3代秀衡の棺である可能性が高い。なお、遺体や棺が人目に触れたのは1950年の学術調査時が初めてではなく、江戸時代にも堂の修理時などに棺が点検された記録がある。相原友直が安永年間（1772 - 1780年）に著した『平泉雑記』によれば、元禄12年（1699年）、金色堂の修理時に棺を移動している。なお、中尊寺側では遺体について「ミイラ」という呼称は用いず、一貫して「御遺体」と表現している。

### 中尊寺蓮
1950年の調査において泰衡の首桶から100個あまりのハスの種子が発見された。種子はハスの権威であった大賀一郎（1883 - 1965年）に託されたが発芽は成功せず、その後1995年に大賀の弟子にあたる長島時子が発芽を成功させた。泰衡没811年後、種子の発見から50年後にあたる2000年には開花に至り、中尊寺ではこのハスを「中尊寺蓮」と称し栽培している。

### その他副葬品
棺と共に納められていた副葬品には、白装束と枕のほか、刀剣類、念珠などがあり、他に類例のない貴重な学術資料として、一括して重要文化財に指定されている。副葬品には都風のものと、鹿角製の刀装具のような地方色の現れたものがある。棺はヒバ材で、内外に金箔を押す。金箔の使用には、金色堂の建物自体に使用された金箔と同様、遺体の聖性、清浄性を保つ象徴的意味があると見なされている。中央壇の赤木柄短刀（あかぎつかたんとう）は、刀身に金銀象嵌を施したものである。刀身への象嵌は上古刀には散見されるが、平安時代には珍しい。錦などの裂類も、断片化してはいるが、染織遺品の乏しい平安時代の作品として貴重である。

## 仏像

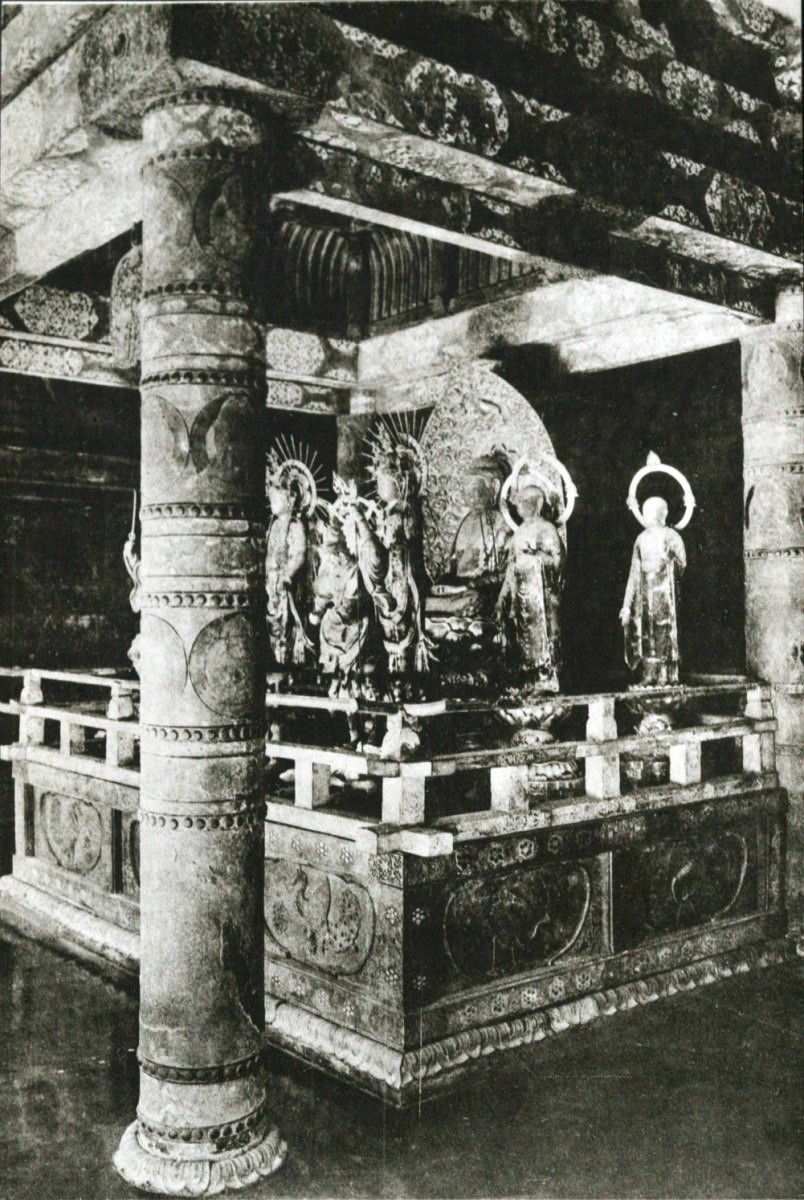
堂内

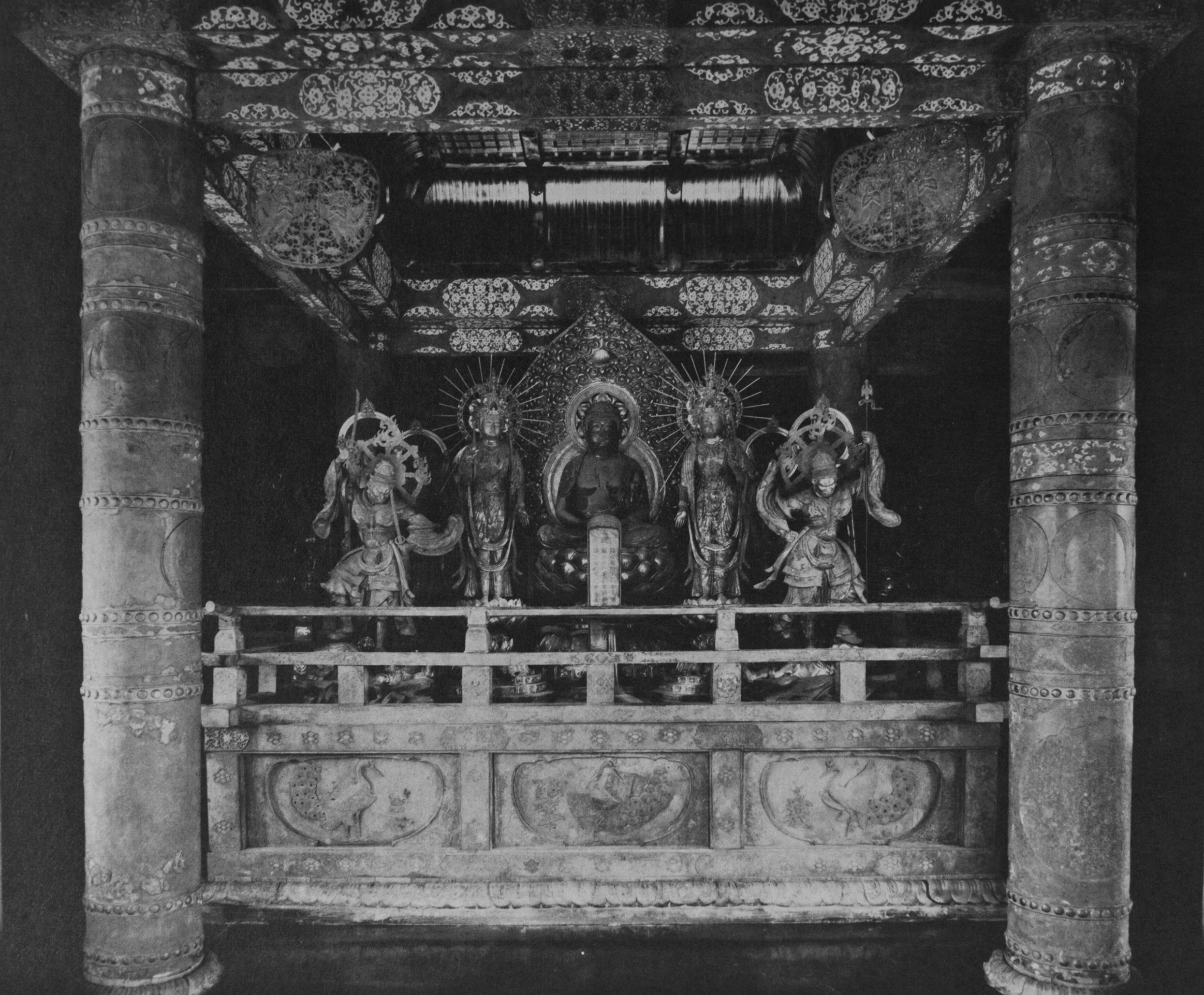
中央壇

堂内安置の仏像について見ると、中央壇、右壇、左壇共に阿弥陀三尊像（阿弥陀如来坐像、観音菩薩立像、勢至菩薩立像）を中心に、左右に3躯ずつ計6躯の地蔵菩薩立像（六地蔵）、手前に二天像（持国天、増長天）を配し、以上11躯の仏像から構成される群像を安置している。なお、「右壇」「左壇」は本尊から見てのそれであり、拝観者からの視点では向かって左が「右壇」、向かって右が「左壇」である。右壇の二天像のうち右方（向かって左）の増長天像は失われ、現在安置されている同像は近年の補作である。
中央壇と左壇の阿弥陀如来像は膝前で両手を組む定印（じょういん）を結ぶが、右壇の阿弥陀如来像は右手を挙げ左手を下げる来迎印で、像高も一回り小さい。右壇の阿弥陀如来像は金色堂本来の像でなく、後世他所から移入された像であると見なされている。江戸時代に阿弥陀如来像のうちの1躯が盗難に遭ったことも記録されている（平泉雑記）。したがって、金色堂本来の仏像で現存するものは計31躯である。像高は中央壇阿弥陀如来像が62.5センチメートル、左壇阿弥陀如来像が66.1センチメートル、右壇阿弥陀如来像が49.0センチメートルで、その他の諸像の像高は60 - 70センチメートル台である。金色堂は江戸時代にも修理が行われ、元禄17年（1704年）には江戸にて金色堂諸仏の出開帳が行われており（仙岳院文書）、こうした機会に仏像を移動した際に混乱の生じた可能性がある。
須弥壇内に安置される遺体は、中央壇が藤原清衡、右壇が2代基衡、左壇が3代秀衡とするのが通説である。清衡は大治3年（1128年）没、基衡は保元2年（1157年）頃没、秀衡は文治3年（1187年）没で、約30年の間隔を置いて没している。須弥壇上の3組の仏像群も、上記3名の没年の前後に造立されたものと推定されているが、現状の仏像の配置は必ずしも平安時代のままではなく、後世に入れ替わった部分が多いと見なされている。各像はいずれも寄木造または一木割矧造で、漆箔を施し、用材はカツラ、ヒバ、ヒノキの3種がある。各像の様式、用材、木寄せ法等から、おおよその制作年代が推定されている。
諸像の国宝指定（2004年）時の文化庁の解説によると、仏像群の本来の組み合わせと配置は以下のように考えられている。中央壇の阿弥陀如来像は丸顔で典型的な定朝様（じょうちょうよう）を示し、定朝から3代目の円勢などの円派仏師の作風に通ずるところがあり、12世紀前半の制作と見なされることから、中央壇の本来の本尊と思われる。中央壇の両脇侍像も阿弥陀如来像と一具の作とみられる。一方、二天像に着目すると、中央壇の二天像は全体に細身で、腰を強く捻り、片脚と片手を高く上げ、袖を大きくひるがえすなど、激しい動きを表すつくりである。これに対して、左壇の二天像は穏やかな体勢である。右壇の二天像（1躯のみ現存）はこれらの中間的作風を示す。福島県いわき市白水阿弥陀堂の二天像（永暦元年・1160年頃の作）が金色堂中央壇像に類似することが指摘されており、様式からみれば、中央壇の二天像は12世紀半ばの作と推定される。左壇の穏健な作風の二天像は、これより時代が上がり、中央壇の阿弥陀三尊像と一具のものと考えられる。一方、右壇の二天像（1躯のみ現存）は平安時代最末期の造像とみられる。
六地蔵像については、作風や木寄せの技法などからみて、左壇の六地蔵像が中央壇の阿弥陀三尊と一具であったものとみられる。以上のことから、中央壇の阿弥陀如来像と両脇侍像、現・左壇の六地蔵像、現・左壇の二天像の11躯が本来の一具であり、金色堂上棟の1124年頃の作とみられる。これら11躯はいずれもヒノキ材の寄木造または一木割矧造（いちぼくわりはぎづくり）であり、丸顔で腹部に厚みをもたせた造形で、作風や材質にも共通性がある。中央壇の阿弥陀如来像は頭体を通じ正中線で左右に2材を矧ぐ寄木造である。一方、左壇の六地蔵像のうち1躯はやはり左右2材による寄木造、残りの5躯は一木を左右に割った一木割矧造であり、このように正中線で左右に割る技法も共通している。
残りの像についてみると、左壇の阿弥陀如来像の細面の面相は、右壇の両脇侍像のそれに通ずるところがあり、これらが本来の一具であったとみられる。また、右壇の両脇侍像の細身、腰高で頭部を小さく造るプロポーションは、中央壇六地蔵像および中央壇二天像と共通するものがある。したがって、左壇阿弥陀如来坐像、右壇両脇侍像、中央壇六地蔵像、中央壇二天像の11躯が本来の一具と推定される。これらの像はいずれもカツラ材の一木割矧造で、材質・構造の点でも共通性がある。これらは基衡が没した1157年頃の作とみられる。
残る左壇両脇侍像、右壇二天像（2躯のうち持国天像のみ現存）、右壇六地蔵像が本来の一具となり、これらは平安時代最末期、秀衡が没した1187年頃の作ということになる。これらの像はいずれも一木割矧造であるが、用材はまちまちである。すなわち、両脇侍像はヒバと思われる材、持国天像はヒノキまたはヒバと思われる材、六地蔵はカツラ材が4躯、ヒノキ材とヒバ材が各1躯となっている。
以上を整理すると、中央壇の阿弥陀三尊像と、左右壇の両脇侍像は本来の位置にあるが、本来右壇にあった阿弥陀如来像が左壇に移動しており、六地蔵像と二天像については、本来中央壇にあった像が左壇に、本来右壇にあった像が中央壇に、本来左壇にあった像が右壇にそれぞれ移動していることになる。なお、以上の説明は右壇を基衡壇、左壇を秀衡壇とした場合のものであり、寺伝どおり左壇を基衡壇、右壇を秀衡壇と見なした場合は説明が異なってくる。中尊寺刊行の図録『世界遺産中尊寺』の解説（浅井和春執筆）では、寺伝どおり左壇を基衡壇、右壇を秀衡壇と見なしているが、いずれの像を本来の一具とみなすかについては国宝指定時の文化庁の解説と同様である。
| 制 作 年 代          | 該当する像                                                                                            | 備 考                                                    |
| -------------------- | --- | -------------------------------------------------------- |
| 1124年頃（清衡晩年） | - 現・中壇 阿弥陀如来像 - 現・中壇 両脇侍像 - 現・左壇 六地蔵像 - 現・左壇 二天像                     | 本来中央壇（清衡壇）に所属していた像                     |
| 1157年頃（基衡没後） | - 現・左壇 阿弥陀如来像 - 現・右壇 両脇侍像 - 現・中壇 六地蔵像 - 現・中壇 二天像                     | 本来基衡壇（通説では右壇、寺伝では左壇）に所属していた像 |
| 1187年頃（秀衡没後） | - （阿弥陀如来像は現存せず） - 現・左壇 両脇侍像 - 現・右壇 六地蔵像 - 現・右壇 二天像（1躯のみ現存） | 本来秀衡壇（通説では左壇、寺伝では右壇）に所属していた像 |

## 堂内具

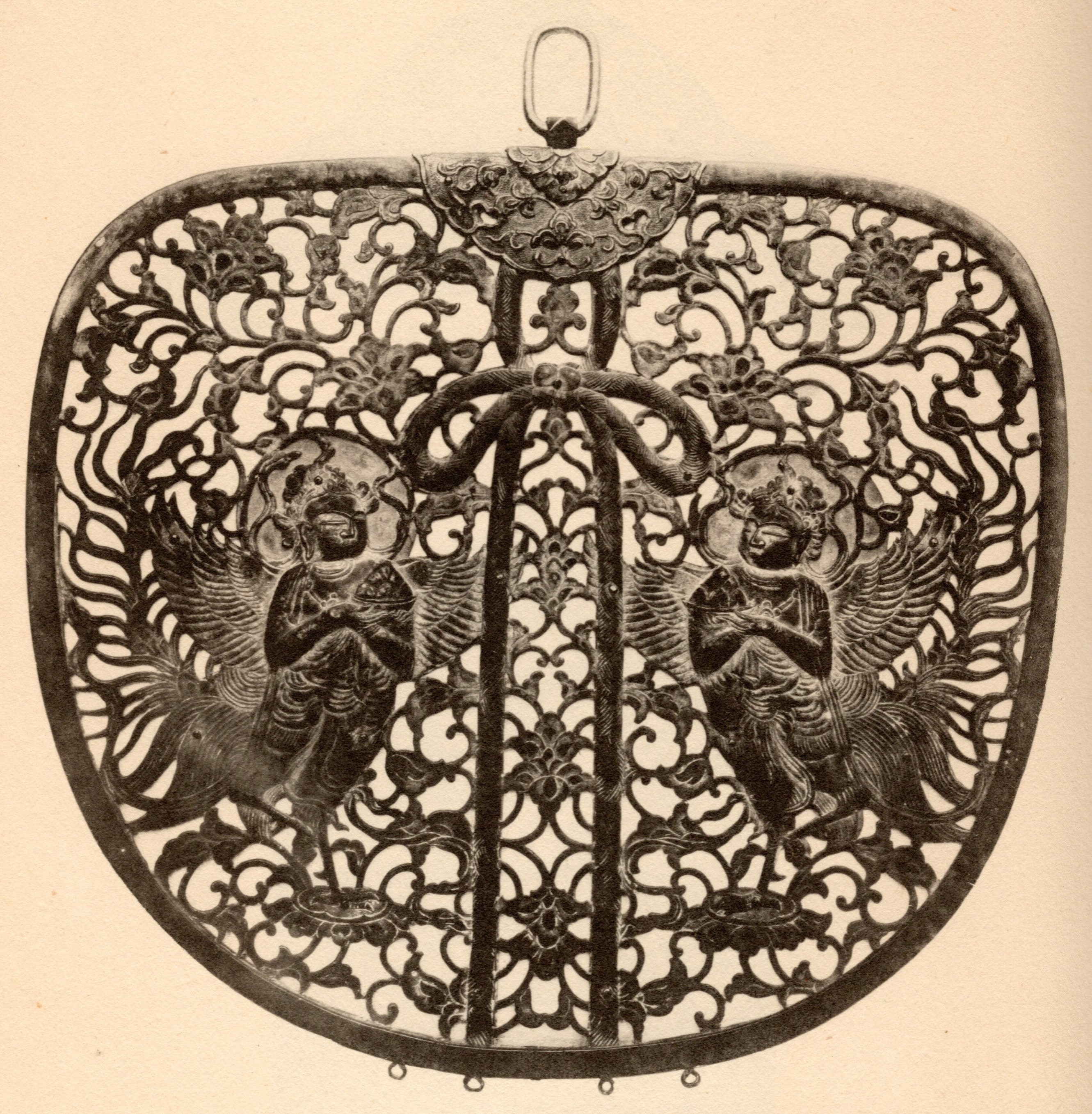
金銅華鬘（迦陵頻伽文）の一つ

「中尊寺金色堂堂内具」として以下の物件が国宝指定を受けている。
- 木造礼盤（もくぞう らいばん）1基
- 螺鈿平塵案（らでんへいじん あん）3基
- 磬架（けいか）1基 附　孔雀文磬（つけたり・くじゃくもん けい）1面
- 金銅幡頭（こんどう ばんとう）3枚
- 金銅華鬘（迦陵頻伽文）（こんどう けまん・かりょうびんがもん）6枚

（用語説明）
- 礼盤－導師の坐る台座。
- 平塵－漆工技法の一種。漆塗りの面にヤスリでおろした金粉を蒔き付けたもの。
- 案－「つくえ」とも読む。仏事に使用する仏具などを置く台。
- 磬－「へ」の字形の金属板で、導師の脇に吊るし、叩いて音を出す。「磬架」はこれを吊るすためのもの。
- 金銅－銅の表面に鍍金（金メッキ）したもの。金と銅の合金ではない。
- 幡頭－仏堂の柱などに掛けて飾る幡（ばん、はた）の上の部分。
- 華鬘－仏堂の長押などに飾る団扇状の装飾。生花を編んだ形に由来する。
- 迦陵頻伽－極楽に住むとされる想像上の鳥。人面鳥身で、美しい声をもつとされる。

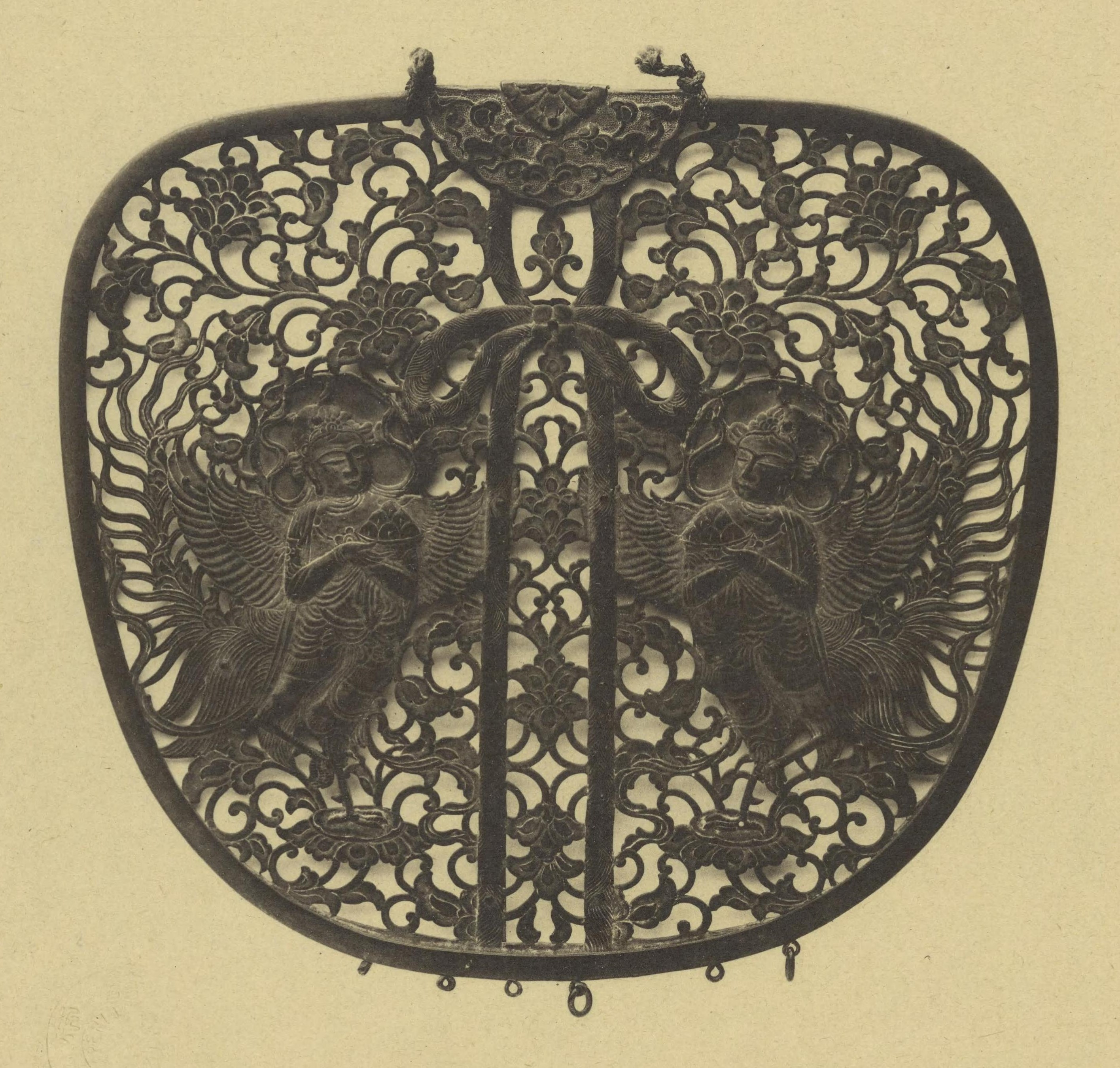
金銅華鬘（迦陵頻伽文）の一つ
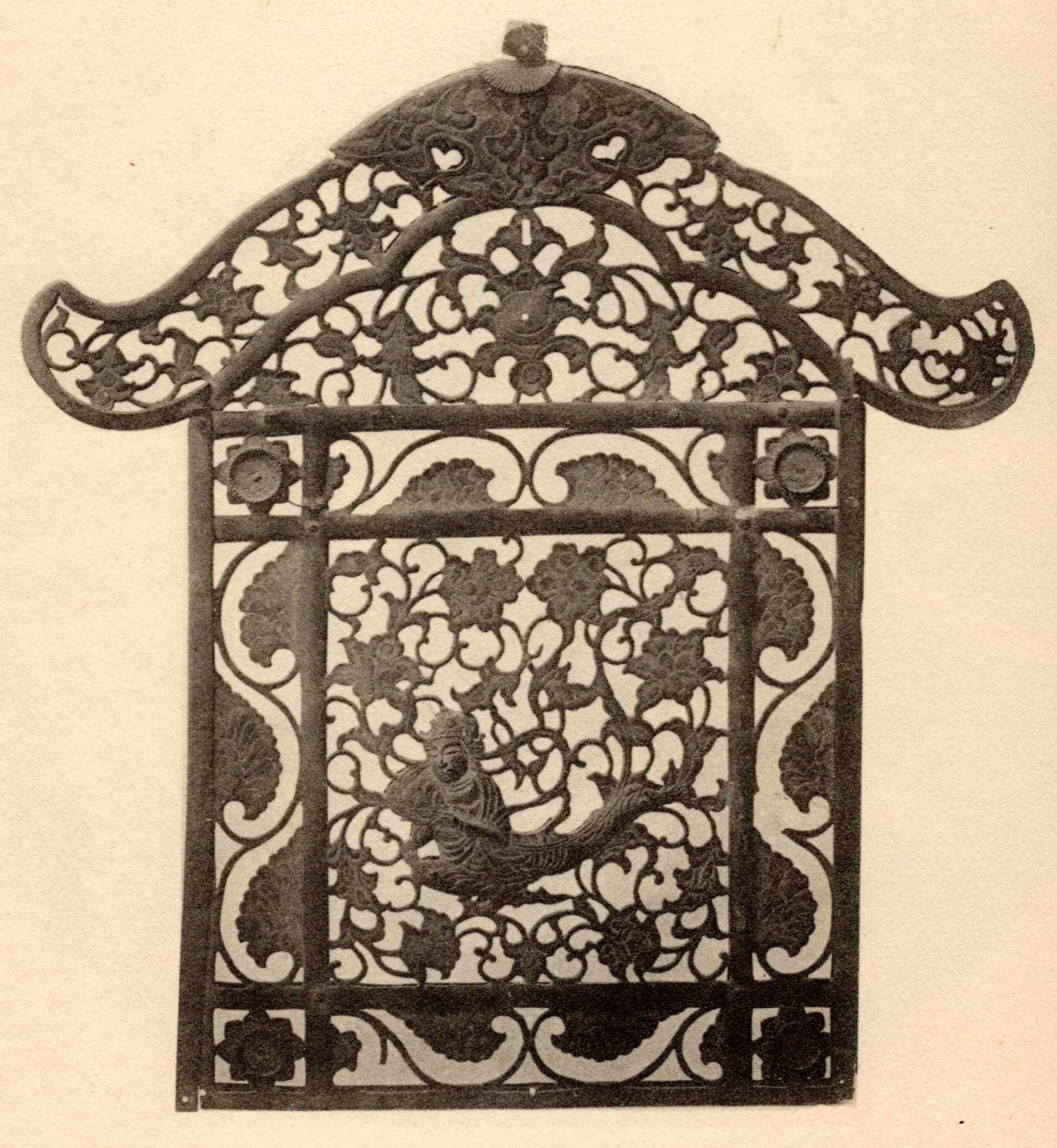
金銅幡頭の一つ

## 文化財指定

### 国宝
- 中尊寺金色堂 1棟

桁行三間、梁間三間、一重、宝形造、本瓦形板葺
- 附:棟札4枚				
  - 一、修覆正応元年大歳戊子初冬日の記があるもの
  - 一、修□□正応□□六日の記があるもの
  - 一、改修造永徳第四甲子二月廿一日の記があるもの
  - 一、修復元禄十二己卯秊十月三日の記があるもの
- 附:納札1枚
  - 一、元禄拾弐卯つちのと十月朔日の記があるもの
- 附:旧組高欄 6組
- 附:古材 6点 （入側柱2、側柱1、隅棟2、木瓦1）
- 附:旧飾金具 2点 （八双金具1、藁座金具1）
  - 明治30年（1897年）12月28日、当時の古社寺保存法に基づき、特別保護建造物に指定[11]。
  - 昭和26年（1951年）6月9日、文化財保護法に基づき、国宝に指定。棟札4枚のうち2枚（正応元年初冬日のものと永徳4年のもの）はこの時、追加指定された[12]。
  - 昭和53年（1978年）5月31日、附の棟札残り2枚、納札、旧組高欄、古材、旧飾金具が追加指定される[13]。

金色堂堂内諸像及天蓋 31躯、3面
- 木造阿弥陀如来及両脇侍像 3躯
- 木造地蔵菩薩立像 6躯
- 木造二天王立像 2躯
- 木造天蓋 1面

（以上中壇）
- 木造阿弥陀如来及両脇侍像 3躯
- 木造地蔵菩薩立像 6躯
- 木造二天王立像 2躯
- 木造天蓋 1面

（以上左壇）
- 木造観音勢至菩薩立像 2躯
- 木造地蔵菩薩立像 6躯
- 木造二天王立像 1躯
- 木造天蓋 1面

（以上右壇）
- 附:木造阿弥陀如来坐像（右壇安置） 1躯
- 附:木造光背台座等残片 一括

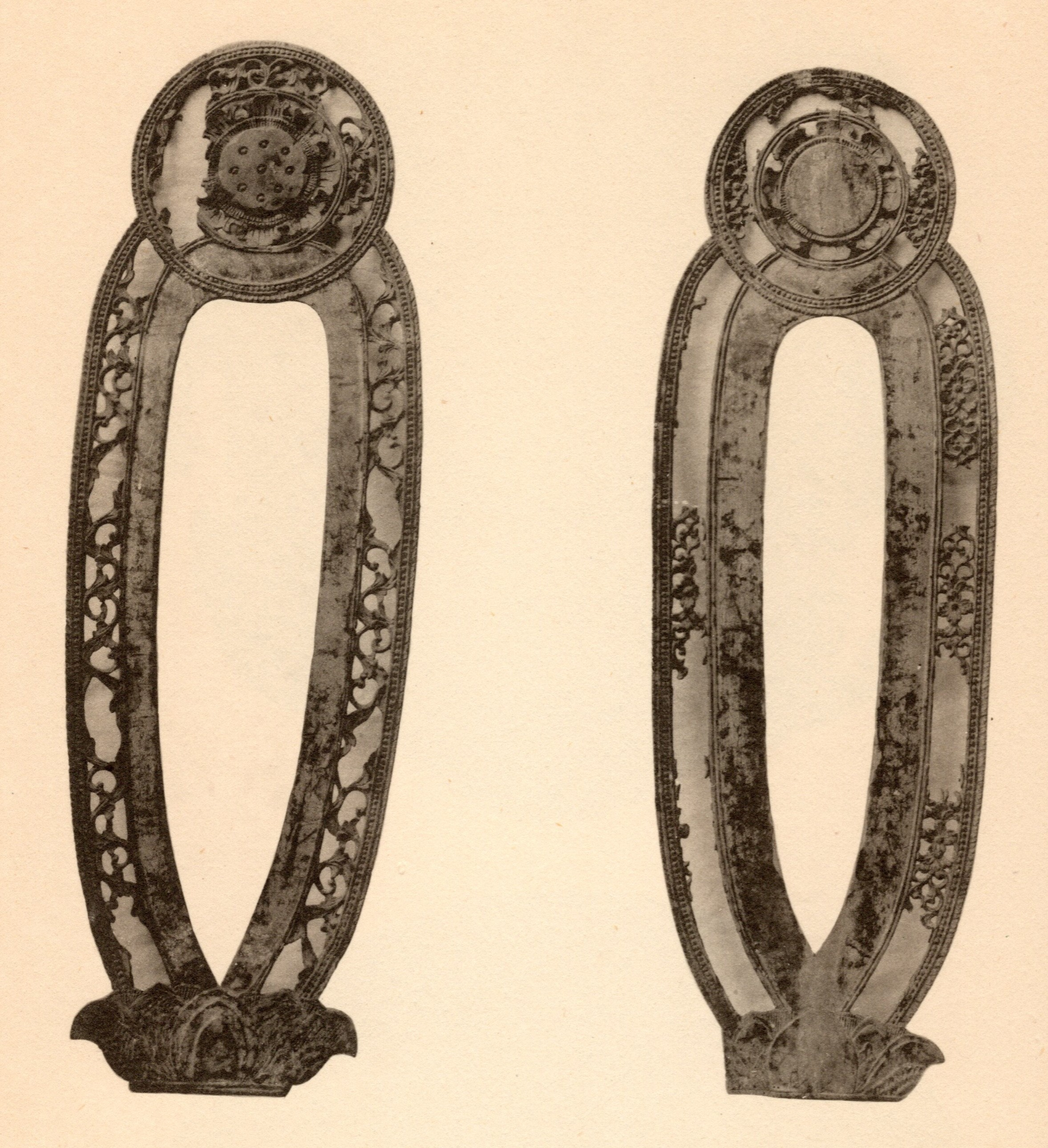
地蔵菩薩立像光背残片

  - 昭和31年（1956年）6月28日、仏像32躯と光背台座等残片一括（附指定）が重要文化財に指定[14]。
  - 平成16年（2004年）6月8日、別件で国宝に指定されていた天蓋3面を追加指定し、「金色堂堂内諸像及天蓋」として、あらためて国宝に指定。右壇の阿弥陀如来は「附」指定となる[15]。

中尊寺金色堂堂内具
- 木造礼盤 1基
- 螺鈿平塵案 3基
- 磬架 1基 附:孔雀文磬 1面
- 金銅幡頭 3枚
- 金銅華鬘（迦陵頻伽文） 6枚
  - 明治36年（1903年）4月15日、天蓋2面と幡頭3枚が当時の古社寺保存法に基づき、国宝（現行法の重要文化財に相当）に指定。同年同日、華鬘6枚が同じく古社寺保存法に基づき、国宝に指定[16]。
  - 大正4年（1915年）3月26日、案2基と磬架1基が古社寺保存法に基づき、国宝に指定[17]。
  - 昭和33年（1958年）2月8日、文化財保護法に基づき、既指定の「天蓋2面、幡頭3枚」、「華鬘6枚」、「案2基、磬架1基」の3件の文化財を統合し、これに天蓋1面、礼盤1基、磬1面を追加指定したうえで、「中尊寺金色堂堂内具」の名称で、あらためて国宝に指定[18]。
  - 昭和53年（1978年）6月15日、国宝「中尊寺金色堂堂内具」に案1基を追加指定[19]。
  - 平成16年（2004年）6月8日、国宝「中尊寺金色堂堂内具」から天蓋3面を分離。当該天蓋は「金色堂堂内諸像及天蓋」の一部となる[15]。

### 重要文化財
金色堂須弥壇内納置棺及副葬品
- 金箔押木棺 1合
- 白綾袷袴 1腰
- 白平絹袷袴 1腰
- 白綾袷衾 1帖
- 紫平絹括枕 1箇
- 絹本墨画像 1面
- 赤木柄螺鈿呑口式腰刀（鐺残闕共）1口
- 大刀 1口
- 赤木柄短刀 1口分
- 短刀残闕 1口分
- 刀子鞘残闕 2箇
- 銀鍍金目貫座金 1箇
- 銀鍍金革先金 1対
- 金七ツ金 2箇
- 銀七ツ金 2箇
- 螺鈿目貫座金 1箇
- 金塊 1箇
- 鮫皮残片 一括
- 念珠 一括
- 平絹・綾・錦残闕等 一括

（以上中央壇）
- 金箔押木棺（内張錦共）1合
- 白平絹袈裟 1掛
- 白平絹単衣 1領
- 白平絹袷小袖 1領
- 白平絹括枕 1箇
- 角打紐 一括
- 呑口式打刀 1口・鹿角装鞘残闕 一括
- 鹿角装巴文刀装具残闕 1箇
- 木刀子 1口
- 刀子残闕 2口
- 念珠 一括
- 平絹・綾・錦残闕等 一括

（以上西北壇）
- 金箔押木棺 1合
- 枕芯木 1箇
- 大刀鞘残闕 1箇
- 刀子鞘残闕 4箇
- 鍍金手貫緒鐶 1箇
- 念珠 一括
- 平絹・綾・錦残闕等 一括

（以上西南壇）
- 附:首桶 1合
- 附:赤地錦残片 1枚
- 附:縹綾残片 1枚
- 附:念珠 一括

（以上西南壇所在）
- 附:大刀 2口
  - 昭和30年（1955年）6月22日、「考古資料」として重要文化財に指定[20]。
  - 昭和49年（1974年）6月8日、追加指定。追加指定された物件は以下のとおりである[21]。
    - 中央壇 刀子鞘残闕2箇、鮫皮残片一括、念珠一括、平絹・綾・錦残闕等一括
    - 西北壇 角打紐 一括、念珠一括、平絹・綾・錦残闕等一括
    - 西南壇 刀子鞘残闕4箇、鍍金手貫緒鐶1箇、念珠一括、平絹・綾・錦残闕等一括

## その他

### 切手
- 1954年（昭和29年）1月20日発行　20円普通切手
- 1968年（昭和43年）5月1日発行　30円普通切手
- 2000年（平成12年）8月1日発行　80円　平成12年ふるさと切手
- 2011年（平成23年）11月15日発行　80円　地方自治法施行60周年記念シリーズ岩手県
- 2012年（平成24年）6月29日発行　80円　世界遺産シリーズ第6集

### 小惑星への命名
- 2010年09月30日、日本のアマチュア天文家が発見した2つの小惑星のうち1つが「Konjikido（金色堂）」と命名され、国際天文学連合小惑星センターに登録された（小惑星番号29252[22]）。もう1つは白鷺城（Hakurojo、姫路城の別名）と命名された[23]。

### ドキュメンタリー
- 「平泉　よみがえる黄金都市　〜奥州のグローバルシティー　全貌に迫る〜」（2011年11月22日、NHK BSP）[24]